# Laz Bistrički
Laz Bistrički is een plaats in de gemeente Marija Bistrica in de Kroatische provincie Krapina-Zagorje. De plaats telt 854 inwoners (2001).